# Gabriel Coquelin
Pour les articles homonymes, voir Coquelin.
Gabriel Eugène Coquelin, né à Agen le 18 octobre 1907 et mort à Châtillon le 24 septembre 1996, est un sculpteur français.

## Biographie
Élève de Jules Coutan et de Paul Landowski à l'École des beaux-arts de Paris, Gabriel Coquelin obtient en 1926 une mention honorable au Salon des artistes français, dont il est membre, et y expose en 1929 un Buste de Mlle Nicole Planque en pierre.
Parallèlement à ses créations personnelles, il œuvre comme sculpteur praticien pour Hubert Yencesse, René Leleu, Louis Leygue, René Quillivic, Georges Thurotte…. Sa tombe est visible au cimetière de Châtillon.

## Œuvres dans les collections publiques
- Châtillon :
  - mairie : Naïade.
  - Maison du Patrimoine : Vénus, 1936-1940, statue en pierre de Lens.
  - parc des Sarments : Femme au coquillage, statue en pierre de Chauvigny.